# Hydriomena tectoria
Hydriomena tectoria là một loài bướm đêm trong họ Geometridae.